# Omologia (topologia)

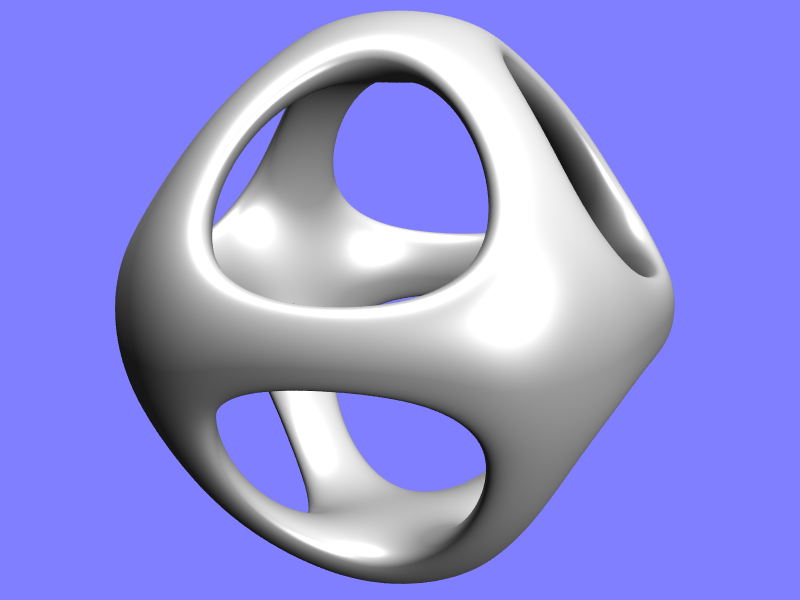
L'omologia è uno strumento matematico che "misura" la forma di un oggetto. Il risultato di questa misura è un oggetto algebrico, una successione di gruppi. Informalmente, questi gruppi codificano il numero ed il tipo di "buchi" presenti nell'oggetto.

L'omologia, assieme all'omotopia, è un concetto fondamentale della topologia algebrica.
È una procedura con cui viene assegnata a un certo oggetto matematico (come uno spazio topologico o un gruppo), una successione di gruppi abeliani, che forniscano in qualche maniera informazioni sull'oggetto in considerazione.
In topologia, l'omologia di uno spazio topologico {\displaystyle X} è un gruppo abeliano
{\displaystyle H_{i}(X)}
che informalmente misura il numero di "buchi {\displaystyle i}-dimensionali" dello spazio {\displaystyle X}. Un concetto analogo è il gruppo fondamentale.
Tutto l'insieme di conoscenze e osservazioni sull'omologia viene talvolta detto teoria dell'omologia.

## Descrizione

Un cerchio non ha buchi: tutti i suoi gruppi di omologia sono banali (tranne).

L'omologia di uno spazio topologico {\displaystyle X} è una successione di gruppi abeliani, che vengono indicati nel modo seguente:
{\displaystyle H_{0}(X),H_{1}(X),H_{2}(X),\ldots }
Informalmente, il gruppo {\displaystyle H_{i}(X)} descrive i "buchi {\displaystyle i}-dimensionali" di {\displaystyle X}. Esistono vari modi (essenzialmente equivalenti) di definire l'omologia: si parla quindi a seconda del caso di omologia singolare, omologia simpliciale, etc.

Una circonferenza ha un "buco" 1-dimensionale, quindi ha il primo gruppo di omologia uguale a.

Una sfera ha un buco bidimensionale, quindi ha il secondo gruppo di omologia uguale a.

Un esempio fondamentale è fornito dalla sfera {\displaystyle n}-dimensionale, indicata in matematica con il simbolo {\displaystyle S^{n}}. Tale "sfera" è in realtà una circonferenza in dimensione {\displaystyle n=1}, ed è l'ordinaria superficie sferica per {\displaystyle n=2}. Può essere descritta come il luogo dei punti dello spazio euclideo {\displaystyle (n+1)}-dimensionale {\displaystyle \mathbb {R} ^{n+1}} che soddisfa l'equazione seguente:
{\displaystyle x_{0}^{2}+x_{1}^{2}+\ldots +x_{n}^{2}=1.}
L'omologia della sfera {\displaystyle S^{n}} è la seguente:
{\displaystyle H_{i}(S^{n})=\left\{{\begin{array}{l}\mathbb {Z} {\rm {\ se\ }}i=0{\rm {\ oppure\ }}i=n,\\\{0\}{\rm {\ altrimenti}}.\,\!\end{array}}\right.}
I simboli {\displaystyle \mathbb {Z} } e {\displaystyle \{0\}} indicano rispettivamente il gruppo dei numeri interi ed il gruppo banale. L'omologia della sfera {\displaystyle S^{n}} è quindi banale per ogni {\displaystyle i}, tranne che per i valori 0 e {\displaystyle n}. La non-banalità per {\displaystyle i=0} è un fatto generale, valido per ogni spazio topologico. L'informazione per {\displaystyle i=n} registra invece l'esistenza di un "buco" {\displaystyle n}-dimensionale.
Questo buco {\displaystyle n}-dimensionale può essere "tappato" aggiungendo alla sfera la sua parte interna (ovvero la porzione di piano o spazio delimitata dalla sfera). La circonferenza diventa così un cerchio, e la superficie sferica diventa una sfera solida, cioè una palla. In matematica, l'oggetto ottenuto tappando la sfera {\displaystyle S^{n}} è chiamato disco (o palla): è indicato con il simbolo {\displaystyle D^{n}} e può essere definito come il luogo dei punti che soddisfa la disequazione seguente:
{\displaystyle x_{0}^{2}+x_{1}^{2}+\ldots +x_{n}^{2}\leqslant 1.}
L'omologia del disco risente del fatto che il buco è stato tappato:
{\displaystyle H_{i}(D^{n})=\left\{{\begin{array}{l}\mathbb {Z} {\rm {\ se\ }}i=0,\\\{0\}{\rm {\ altrimenti}}.\,\!\end{array}}\right.}
Tutti i gruppi di omologia (tranne quello con {\displaystyle i=0}) sono banali: informalmente, il disco non contiene buchi.

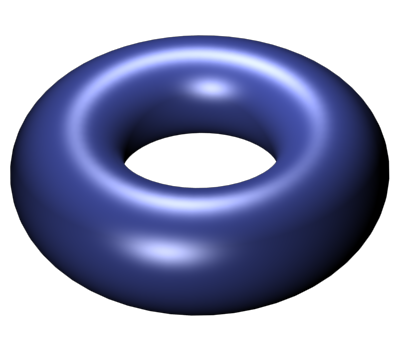
Il toro ha una omologia più complessa della sfera. Il gruppo è infatti.

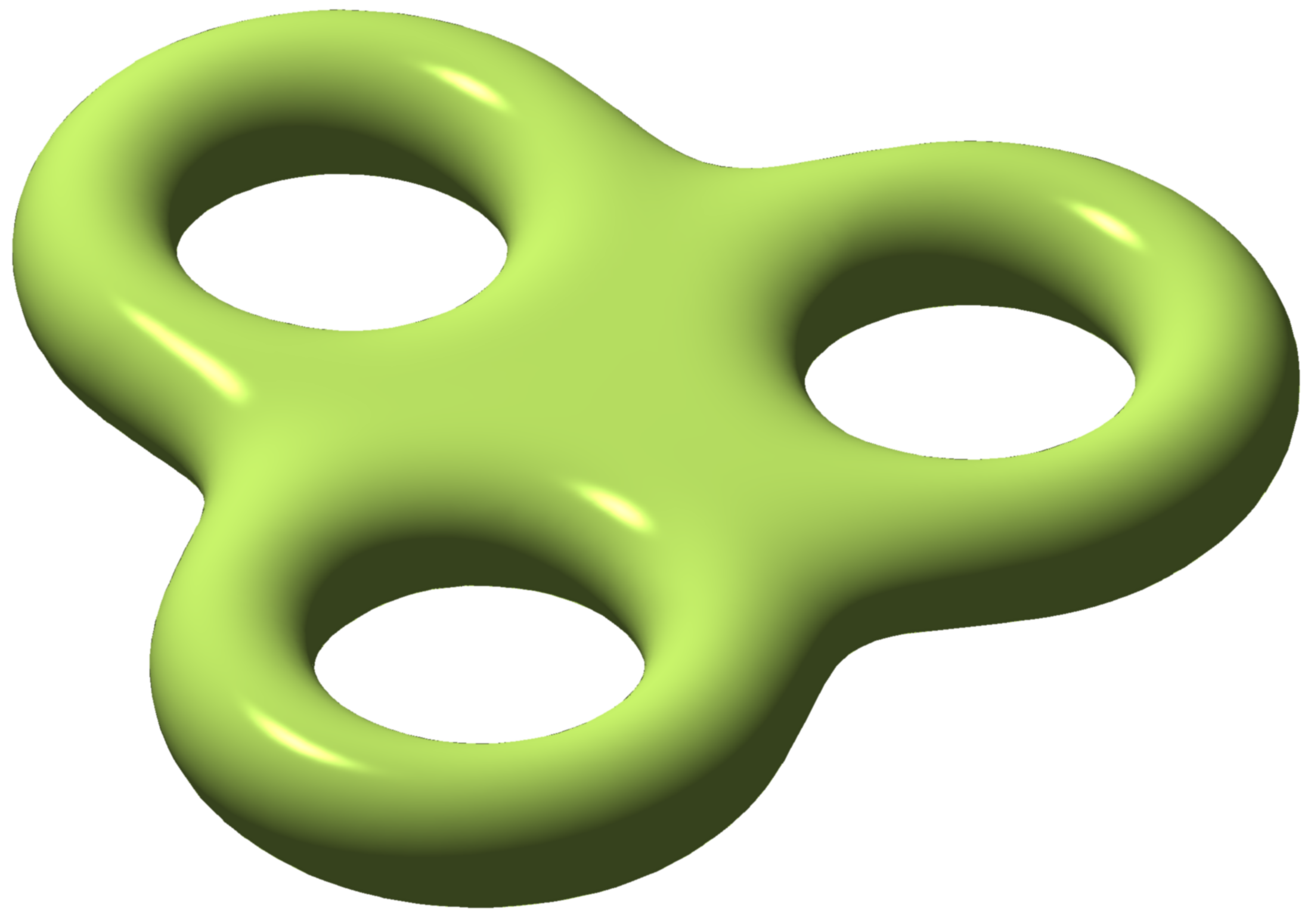
Questa superficie con 3 buchi ha una omologia ancora più complessa di quella del toro. Il gruppo di omologia è infatti. Più in generale, il gruppo di una superficie di questo tipo con buchi è.

Uno spazio topologico può avere più buchi di dimensioni diverse. Ad esempio il toro {\displaystyle T} ha tutti e tre i primi gruppi di omologia non banali:
{\displaystyle H_{0}(T)=\mathbb {Z} ,H_{1}(T)=\mathbb {Z} \times \mathbb {Z} ,H_{2}(T)=\mathbb {Z} .}
L'omologia è quindi usata in prima istanza come strumento per distinguere oggetti topologici.

## Definizione
L'omologia di uno spazio topologico {\displaystyle X} è costruita tramite un procedimento algebrico abbastanza raffinato. Si costruisce a partire da {\displaystyle X} un complesso di catene {\displaystyle C(X)}. Il complesso di catene è una successione di gruppi abeliani {\displaystyle C_{0},C_{1},C_{2},\ldots } e di omomorfismi {\displaystyle \partial _{n}:C_{n}\to C_{n-1}} chiamati operatori di bordo. Tutti questi oggetti possono essere descritti da una catena di simboli nel modo seguente:
{\displaystyle \dotsb {\overset {\partial _{n+1}}{\longrightarrow \,}}C_{n}{\overset {\partial _{n}}{\longrightarrow \,}}C_{n-1}{\overset {\partial _{n-1}}{\longrightarrow \,}}\dotsb {\overset {\partial _{2}}{\longrightarrow \,}}C_{1}{\overset {\partial _{1}}{\longrightarrow \,}}C_{0}{\overset {\partial _{0}}{\longrightarrow \,}}0}
dove
{\displaystyle 0} indica il gruppo banale. Si richiede inoltre che la composizione di due operatori di bordo consecutivi sia nulla, cioè
che per ogni {\displaystyle n} valga la relazione
{\displaystyle \partial _{n}\circ \partial _{n+1}=0.\,\!}
Ciò è equivalente a chiedere che l'immagine di {\displaystyle \partial _{n+1}} sia contenuta nel nucleo di {\displaystyle \partial _{n}}:
{\displaystyle \operatorname {im} (\partial _{n+1})\subseteq \ker(\partial _{n}).}
Se immagine e nucleo coincidono per ogni {\displaystyle n} la sequenza si dice esatta. Generalmente però questo non accade; l'omologia "misura" proprio quanto la successione sia lontana dall'essere esatta.
Poiché ogni gruppo {\displaystyle C_{n}} è abeliano, le immagini sono tutte sottogruppi normali ed è quindi possibile definire l'{\displaystyle n}-esimo gruppo di omologia come il gruppo quoziente
{\displaystyle H_{n}(X)=\ker(\partial _{n})/\mathrm {im} (\partial _{n+1}).}
Viene spesso usata anche la notazione seguente
{\displaystyle Z_{n}=\ker(\partial _{n}),\,\!}
{\displaystyle B_{n}=\operatorname {im} (\partial _{n+1}).}
Gli elementi in {\displaystyle Z_{n}} e {\displaystyle B_{n}} sono chiamati rispettivamente cicli e bordi. L'omologia è quindi
{\displaystyle H_{n}(X)=Z_{n}(X)/B_{n}(X).\,\!}
Il complesso di catene {\displaystyle C(X)} può essere costruito in vari modi, ma l'omologia che ne risulta è generalmente equivalente. A seconda del metodo scelto per costruire {\displaystyle C(X)} si parla quindi di omologia simpliciale, singolare, cellulare, etc.

## Proprietà

### Funtorialità
L'omologia è un funtore dalla categoria degli spazi topologici in quella dei gruppi abeliani. In altre parole, l'omologia (ad ogni livello fissato {\displaystyle k}) associa ad ogni spazio {\displaystyle X} un gruppo {\displaystyle H_{k}(X)} in modo funtoriale: ogni funzione continua
{\displaystyle f:X\to Y}
induce un omomorfismo di gruppi
{\displaystyle f_{*}:H_{k}(X)\to H_{k}(Y)}
che soddisfa alcuni assiomi naturali: 
- se {\displaystyle f} è l'identità allora {\displaystyle f_{*}} è l'identità,
- l'operazione "commuta" con la composizione: {\displaystyle (f\circ g)_{*}=f_{*}\circ g_{*}}.

Da questi due assiomi discendono ad esempio due fatti non banali:
- se {\displaystyle f} è un omeomorfismo allora {\displaystyle f_{*}} è un isomorfismo,
- se {\displaystyle f} è una retrazione su un sottoinsieme {\displaystyle Y} di {\displaystyle X}, allora {\displaystyle f_{*}} è suriettiva (e l'inclusione {\displaystyle i:Y\to X} induce una mappa {\displaystyle i_{*}} iniettiva).

### Anello dei coefficienti
L'omologia dipende, oltre che dal parametro {\displaystyle k}, anche dalla scelta di un anello {\displaystyle A}. I gruppi {\displaystyle C_{n}} del complesso di catene risultano essere dei moduli su {\displaystyle A}. Anche i gruppi di omologia {\displaystyle H_{k}} sono degli {\displaystyle A}-moduli e vengono indicati con il simbolo
{\displaystyle H_{k}(X,A).}
Nella maggior parte dei casi {\displaystyle A} è l'anello degli interi {\displaystyle \mathbb {Z} } oppure un campo. Se {\displaystyle A} è un campo i gruppi di omologia {\displaystyle H_{k}} sono degli spazi vettoriali e la loro dimensione (se finita) è detta numero di Betti:
{\displaystyle b_{k}=\dim H_{k}(X,A).}
Il numero di Betti {\displaystyle b_{k}} può essere interpretato grossolanamente come il "numero di buchi {\displaystyle k}-dimensionali" di {\displaystyle X}.
Se {\displaystyle A} è l'anello degli interi il gruppo di omologia {\displaystyle H_{k}} è un gruppo abeliano che può generalmente contenere elementi di torsione.

### Omotopia
L'omologia è invariante per omotopia: deformazioni continue di mappe e spazi lasciano l'omologia immutata. Più precisamente, due mappe
{\displaystyle f,g:X\to Y}
omotope inducono lo stesso omomorfismo
{\displaystyle f_{*}=g_{*}:H_{k}(X)\to H_{k}(Y).}
Tra le conseguenze di questo fatto:
- Due spazi omotopicamente equivalenti hanno gruppi di omologia isomorfi,
- Se un sottoinsieme {\displaystyle Y} di {\displaystyle X} è un retratto di deformazione di {\displaystyle X}, l'inclusione {\displaystyle i:Y\to X} induce un isomorfismo in omologia.

### Complessi di celle, varietà
Se lo spazio topologico {\displaystyle X} è descrivibile come un complesso di celle è possibile calcolare l'omologia agevolmente usando l'omologia cellulare. Analogamente, se {\displaystyle X} è descrivibile come complesso simpliciale può essere usata l'omologia simpliciale.
Se {\displaystyle X} è un complesso con un numero finito di celle e l'anello di base {\displaystyle A} è un campo, valgono i fatti seguenti:
- Lo spazio vettoriale {\displaystyle H_{k}(X)} ha dimensione finita {\displaystyle b_{k}} per ogni {\displaystyle k}.
- Se {\displaystyle n} è la dimensione massima delle celle, allora {\displaystyle b_{i}=0} per ogni {\displaystyle i>n}.

Con queste ipotesi è quindi ben definita la caratteristica di Eulero
{\displaystyle \chi (X)=b_{0}-b_{1}+b_{2}-\ldots +(-1)^{n}b_{n}.}
La caratteristica di Eulero è un importante invariante dello spazio topologico {\displaystyle X}. A differenza dei numeri di Betti, la caratteristica non dipende dal campo {\displaystyle A} scelto.
Ad esempio, ogni varietà differenziabile compatta di dimensione {\displaystyle n} è descrivibile come complesso di celle finito.

### Gruppo di indice zero
Il gruppo di omologia {\displaystyle H_{0}(X)} è sempre isomorfo a {\displaystyle A^{c}}, dove {\displaystyle c} è il numero di componenti connesse per archi dello spazio topologico {\displaystyle X}. In particolare, se {\displaystyle X} è connesso per archi vale l'isomorfismo seguente:
{\displaystyle H_{0}(X)\cong A.}

### Gruppo di indice uno
Se {\displaystyle X} è uno spazio connesso per archi, il gruppo di omologia intera di indice 1 è determinato dal gruppo fondamentale {\displaystyle \pi _{1}(X)} di {\displaystyle X}. Si tratta infatti dell'abelianizzato del gruppo fondamentale:
{\displaystyle H_{1}(X,\mathbb {Z} )=\pi _{1}(X)/{\left[\pi _{1}(X),\pi _{1}(X)\right]}}
ovvero {\displaystyle \pi _{1}(X)} quozientato per il suo sottogruppo derivato {\displaystyle [\pi _{1}(X),\pi _{1}(X)]}, il più piccolo sottogruppo normale di {\displaystyle \pi _{1}(X)} che contiene tutti i commutatori dei suoi elementi. Il quoziente è effettivamente un gruppo abeliano: in generale, i gruppi di omologia sono tutti abeliani, mentre il gruppo fondamentale può non esserlo.
L'analogia con i gruppi di omotopia termina a questo livello: il secondo gruppo di omologia {\displaystyle H_{2}} non è determinato dal secondo gruppo di omotopia {\displaystyle \pi _{2}}.

### Gruppo di indice massimo
Se {\displaystyle X} è una varietà di dimensione {\displaystyle n}, tutti i gruppi di omologia di indice superiore a {\displaystyle n} sono banali. Il gruppo di indice massimo {\displaystyle H_{n}(X)} è inoltre determinato da due condizioni topologiche: l'orientabilità e la compattezza di {\displaystyle X}. Se {\displaystyle A} è l'anello degli interi o un campo e {\displaystyle X} è connessa, vale il fatto seguente: 
{\displaystyle H_{n}(X)={\begin{cases}A&{\mbox{ se }}X{\mbox{ compatta e orientabile}}\\\{0\}&{\mbox{ altrimenti }}\end{cases}}}
Per "compatta" si intende "compatta senza bordo" (cioè chiusa).

## Esempi
Una varietà compatta (più in generale, un complesso di celle finito) di dimensione {\displaystyle n} ha tutti i gruppi di omologia di ordine maggiore di {\displaystyle n} banali. Per conoscere l'omologia di un tale spazio è quindi sufficiente elencarne i gruppi di ordine fino a {\displaystyle n}. L'omologia è definita su un anello {\displaystyle A} (generalmente, l'anello degli interi o un campo).

### Sfere
Come già accennato, l'omologia della sfera {\displaystyle n}-dimensionale {\displaystyle S^{n}} è la seguente:
{\displaystyle H_{0}(S^{n})=A,\ H_{1}(S^{n})=\ldots =H_{n-1}(S^{n})=\{0\},\ H_{n}(S^{n})=A.}

### Superfici
Una superficie orientabile {\displaystyle \Sigma _{g}} compatta di genere {\displaystyle g} ha i seguenti gruppi di omologia:
{\displaystyle H_{0}(\Sigma _{g})=A,\ H_{1}(\Sigma _{g})=\mathbb {Z} ^{2g},\ H_{2}(\Sigma _{g})=A.}

### Spazi proiettivi
Lo spazio proiettivo complesso {\displaystyle \mathbb {CP} ^{n}} è una varietà di dimensione {\displaystyle 2n}. I suoi gruppi di omologia sono i seguenti.
{\displaystyle H_{i}(\mathbb {CP} ^{n})={\begin{cases}A&i{\mbox{ pari }}\\\{0\}&i{\mbox{ dispari }}\end{cases}}}
Brevemente, i gruppi di ordine pari sono isomorfi ad {\displaystyle A} e quelli di ordine dispari sono banali.
L'omologia dello spazio proiettivo reale è più complicata: questa dipende infatti dall'anello {\displaystyle A}. Ad esempio, se {\displaystyle A} è l'anello degli interi si ottengono i gruppi seguenti:
{\displaystyle H_{i}(\mathbb {RP} ^{n})={\begin{cases}\mathbb {Z} &i=0{\mbox{ oppure }}i=n{\mbox{ dispari,}}\\\mathbb {Z} /2\mathbb {Z} &0<i<n,\ i\ {\mbox{dispari,}}\\0&{\mbox{altrimenti.}}\end{cases}}}
I gruppi di indice dispari sono quindi gruppi ciclici di ordine 2, tranne eventualmente l'ultimo. Lo spazio proiettivo reale è orientabile solo per {\displaystyle n} dispari: solo in questo caso il gruppo di omologia di ordine massimo {\displaystyle n} è isomorfo a {\displaystyle \mathbb {Z} }.

## Applicazioni

### Teorema di Brouwer

Se non ha punto fisso, esiste una retrazione della sfera sul bordo.

Con l'omologia è possibile dimostrare il teorema del punto fisso di Brouwer, che asserisce che ogni funzione continua {\displaystyle f:D^{n}\to D^{n}} dal disco {\displaystyle n}-dimensionale in sé ha un punto fisso. La dimostrazione procede nel modo seguente: se per assurdo non esistesse un punto fisso, i punti {\displaystyle x} e {\displaystyle f(x)} sarebbero distinti per ogni {\displaystyle x}: intersecando la retta passante per questi due punti con il bordo del disco si costruisce una retrazione {\displaystyle F:D^{n}\to S^{n-1}} dal disco al suo bordo.
Non esiste però nessuna retrazione dal disco al suo bordo: una tale mappa infatti dovrebbe indurre una mappa suriettiva 
{\displaystyle F_{*}:H_{k}(D^{n})\to H_{k}(S^{n-1})}
in omologia. Questo è impossibile, perché per {\displaystyle k=n-1} l'omologia del disco è banale e quella della sfera no.

### Spazi non omeomorfi
L'omologia è uno strumento utile a distinguere spazi topologici. Ad esempio, la sfera {\displaystyle S^{2n}} e lo spazio proiettivo complesso {\displaystyle \mathbb {CP} ^{n}} sono due varietà della stessa dimensione {\displaystyle 2n}. Sono entrambe semplicemente connesse. Se {\displaystyle n=1}, gli spazi {\displaystyle S^{2}} e {\displaystyle \mathbb {CP} ^{1}} sono effettivamente omeomorfi. Per {\displaystyle n>1} però non lo sono, perché hanno omologie differenti: quella della sfera è sempre banale (tranne per {\displaystyle k=0,2n}) mentre quella dello spazio proiettivo è non banale per ogni {\displaystyle k} pari.

## Strumenti

### Successione di Mayer-Vietoris

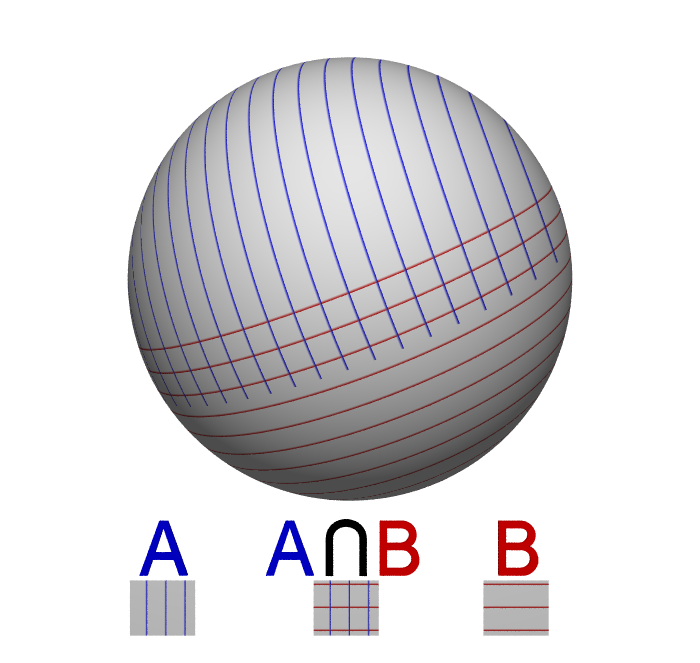
L'omologia della sfera può essere calcolata rappresentando come unione di due aperti e usando la successione esatta.

La successione di Mayer-Vietoris è un importante strumento utile a calcolare l'omologia di uno spazio topologico {\displaystyle X} a partire da una sua "decomposizione": più precisamente, a partire da un suo ricoprimento in due aperti {\displaystyle U,V}. Similmente al teorema di Van Kampen per i gruppi fondamentali, la successione mette in relazione i gruppi di omologia degli spazi {\displaystyle X}, {\displaystyle U}, {\displaystyle V} e {\displaystyle U\cap V}. Le omologie di questi spazi formano una successione esatta lunga:
{\displaystyle {\begin{aligned}\cdots \rightarrow H_{n+1}(X)\,&{\xrightarrow {\partial _{*}}}\,H_{n}(U\cap V)\,{\xrightarrow {(i_{*},j_{*})}}\,H_{n}(U)\oplus H_{n}(V)\,{\xrightarrow {k_{*}-l_{*}}}\,H_{n}(X){\xrightarrow {\partial _{*}}}\\&\quad {\xrightarrow {\partial _{*}}}\,H_{n-1}(U\cap V)\rightarrow \cdots \rightarrow H_{0}(U)\oplus H_{0}(V)\,{\xrightarrow {k_{*}-l_{*}}}\,H_{0}(X)\rightarrow \,0.\end{aligned}}}
Se si conoscono le omologie di {\displaystyle U,V,U\cap V} e le mappe naturali fra queste è quindi possibile dedurre l'omologia per {\displaystyle X}.

### Formula di Künneth
La formula di Künneth permette di calcolare l'omologia di un prodotto {\displaystyle X\times Y} a partire dalle omologie dei singoli fattori {\displaystyle X} e {\displaystyle Y}. Quando l'anello {\displaystyle A} è un campo, la formula è la seguente:
{\displaystyle H_{k}(X\times Y)\cong \bigoplus _{i+j=k}H_{i}(X)\otimes H_{j}(Y).}
La formula fa uso del prodotto tensoriale {\displaystyle \otimes } fra spazi vettoriali.